# دانگی اکبرآباد
دانگی اکبرآباد ، روستایی از توابع بخش زاغه شهرستان خرم‌آباد در استان لرستان ایران است.

## جمعیت
این روستا در دهستان زاغه قرار دارد و براساس سرشماری مرکز آمار ایران در سال ۱۳۸۵، جمعیت آن ۶۲۲ نفر (۱۳۵خانوار) بوده‌است.نام جدید این روستا از سال 57 به طالقان تغییر یافت